# Coralie Trinh Thi
Coralie Trinh Thi, även känd som Coralie, Corale, Coralie Genenbach, och Cora Lee, född 4 november 1976 i Frankrike, fransk skådespelare, regissör och porrskådespelare.
Tillsammans med Virginie Despentes gjorde Coralie filmen Baise-moi år 2000.

## Filmografi, i urval
- 2000 - Baise-moi